# Brazii (okręg Arad)
Brazii – wieś w Rumunii, w okręgu Arad, w gminie Brazii. W 2011 roku liczyła 81 mieszkańców. 